# Колистин
Колистин (также известный как полимиксин E) — антибиотик, продуцируемый некоторыми штаммами бактерии Paenibacillus polymyxa. Эффективен против большинства грамотрицательных бактерий. Токсичен для почек, отмечена также нейротоксичность, является лекарством последнего резерва для лечения инфекционных заболеваний, вызванных грамотрицательными бактериями с множественной лекарственной устойчивостью. Резистентность к колистину редка, однако, в 2011 году была обнаружена в Китае (объявлено об этом было в 2015), а позже и в других регионах. Вводится обычно путём инъекции.

## История
Колистин был впервые выделен в Японии в 1949 году из колбы с ферментированной Bacillus polymyxa var. colistinus японским учёным Коямой и стал доступен для клинического использования в 1959 г.
Колистиметат натрия менее токсичен, инъекционная форма препарата изготовлена в 1959 году. В 1980-х годах от использования колистина стали отказываться из-за нефро- и нейротоксичности препарата. По мере того, как в 1990-х годах начали появляться бактерии с устойчивостью к антибиотикам, колистин стали использовать более активно как средство экстренной помощи, несмотря на токсические эффекты. В отношении нефротоксичности колистина было доказано, что у пациентов с гипоальбуминемией (сывороточный альбумин <2,5 г/дл) риск развития почечной недостаточности во время лечения колистином увеличивается на 85 %.
Ототоксичен (может ухудшать слух).

## Резистентность
Устойчивость к колистину встречается редко, но имеются описанные случаи. Первый ген устойчивый к колистину, и который может передаваться между бактериальными штаммами, был обнаружен в 2011 году в Китае и стал публично известен в ноябре 2015 года. Присутствие этого плазмидного гена mcr-1 было подтверждено с декабря 2015 года. Он продуцируется некоторыми штаммами бактерий Paenibacillus polymyxa .
По состоянию на 2017 год не существует одного мнения о том, как искать устойчивость к колистину. В США нет стандартов для измерения чувствительности к колистину.
Индия сообщила о первом исследовании устойчивости к колистину, в котором было выявлено 13 случаев устойчивости к колистину, зарегистрированных в течение 18 месяцев. Ученые пришли к выводу, что инфекция особенно устойчива в кровотоке.

## Применение вветеринарии
В ветеринарии препарат используется в виде колистина сульфата, как в чистом виде, так и в комбинации с другими антибиотиками, такими как амоксициллин, доксициклин, тилозин, сульфадимезин, триметоприм. Препарат эффективен при лечении животных и птиц с заболеваниями органов дыхания и желудочно-кишечного тракта, септицемией, эшерихиозом, сальмонеллезом, стрептококкозом, рожей, бактериальной и энзоотической пневмонией, синдромом ММА, отитом, артритом, пододерматитом и другими болезнями. В основном препарат производят в виде порошков, которые растворяются в воде и выпаиваются больным животным.